# Gravstensgrundet

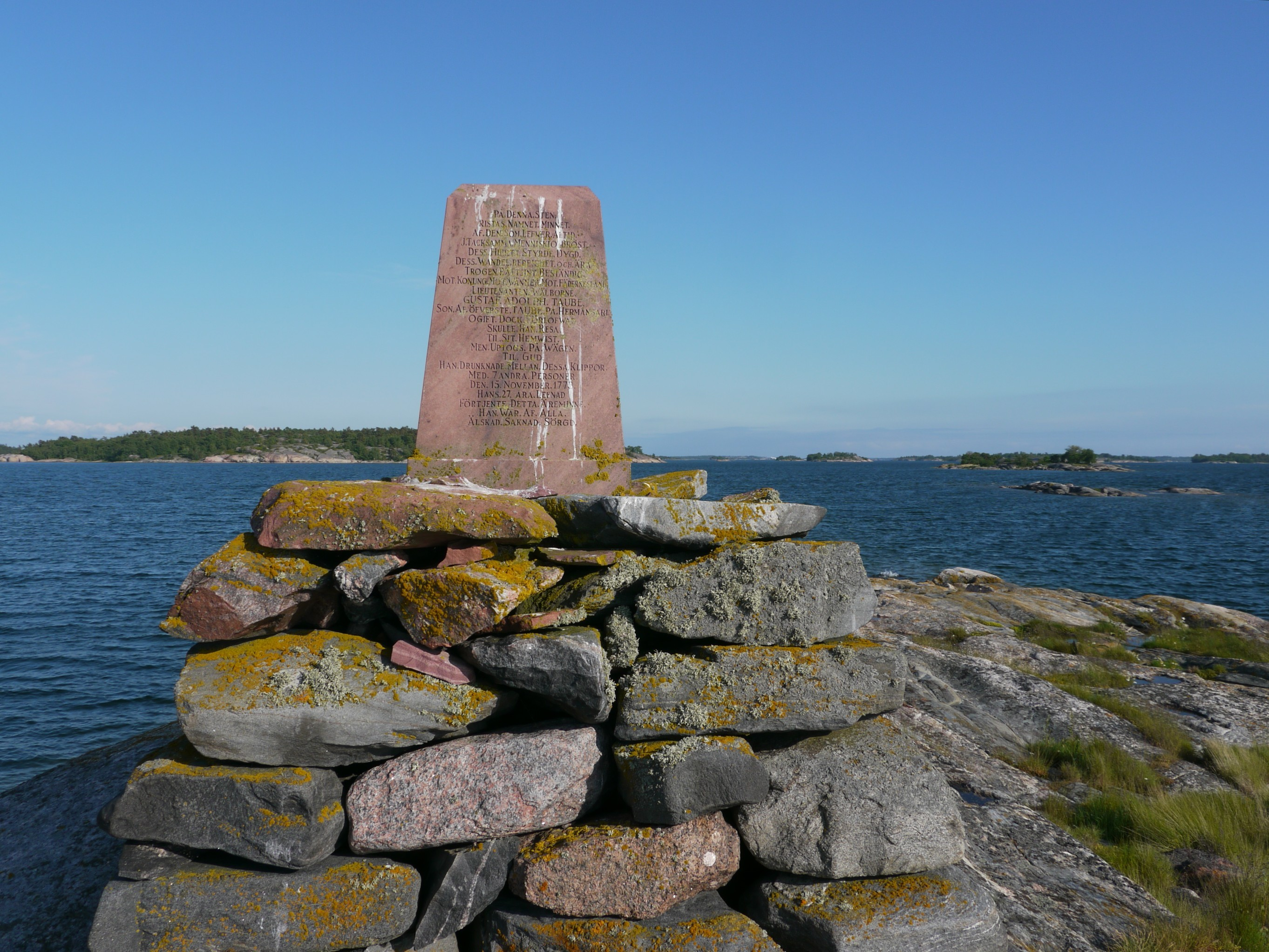
Minnesstenen

Gravstensgrundet är en liten samling mycket små öar i Falkklobbstråket på gränsen mellan Kumlinge och Brändö kommun i Ålands östra skärgård.

## Minnessten
Under en natt i november 1773 förliste en öppen segelbåt med tio personer under en seglats längs postvägen mellan Kumlinge och Brändö här. Endast två personer överlevde. En av de omkomna var den 27-årige löjtnanten Gustaf Adolph Taube åt vilken en minnessten restes på platsen. Texten lyder:
| ” | PÅ.DENNA.STEN. RISTAS.NAMNET.MINNET. AF.DEN.SOM.LEFVER.ALTID. J.TACKSAMMA.MÄNNISKO BRÖST. DESS.HIERTA.STYRDE.DYGD. DESS.WANDEL.REDELIGHET.OCH.ARA. TROGEN.RÄTTSINT.BESTÄNDIG. MOT.KONUNG.MOT.VÄNNER.MOT.FÄDERNESLAND. LEUTNANTEN.VÄLBORNE. GUSTAF.ADOLPH.TAUBE.PÅ.HERMANSARI. OGIFT.DOCK.FÖRLOFVAD. SKULLE.HAN.RESA. TIL.SIT.HEMVIST. MEN.PÅ.VÄGEN. TIL.GUD. HAN.DRUNKNADE.MELLAN.DESSA.KLIPPOR. MED.7 ANDRA.PERSONER. DEN.15 NOVEMBER.1773. HANS 27.ARA.LEFNAD. FÖRTJÄNTE.DETTA.ÄREMINNE. HAN.VAR.AF.ALLA. ÄLSKAD.SAKNAD.SÖRGD. | „ |